# Glanerbrug

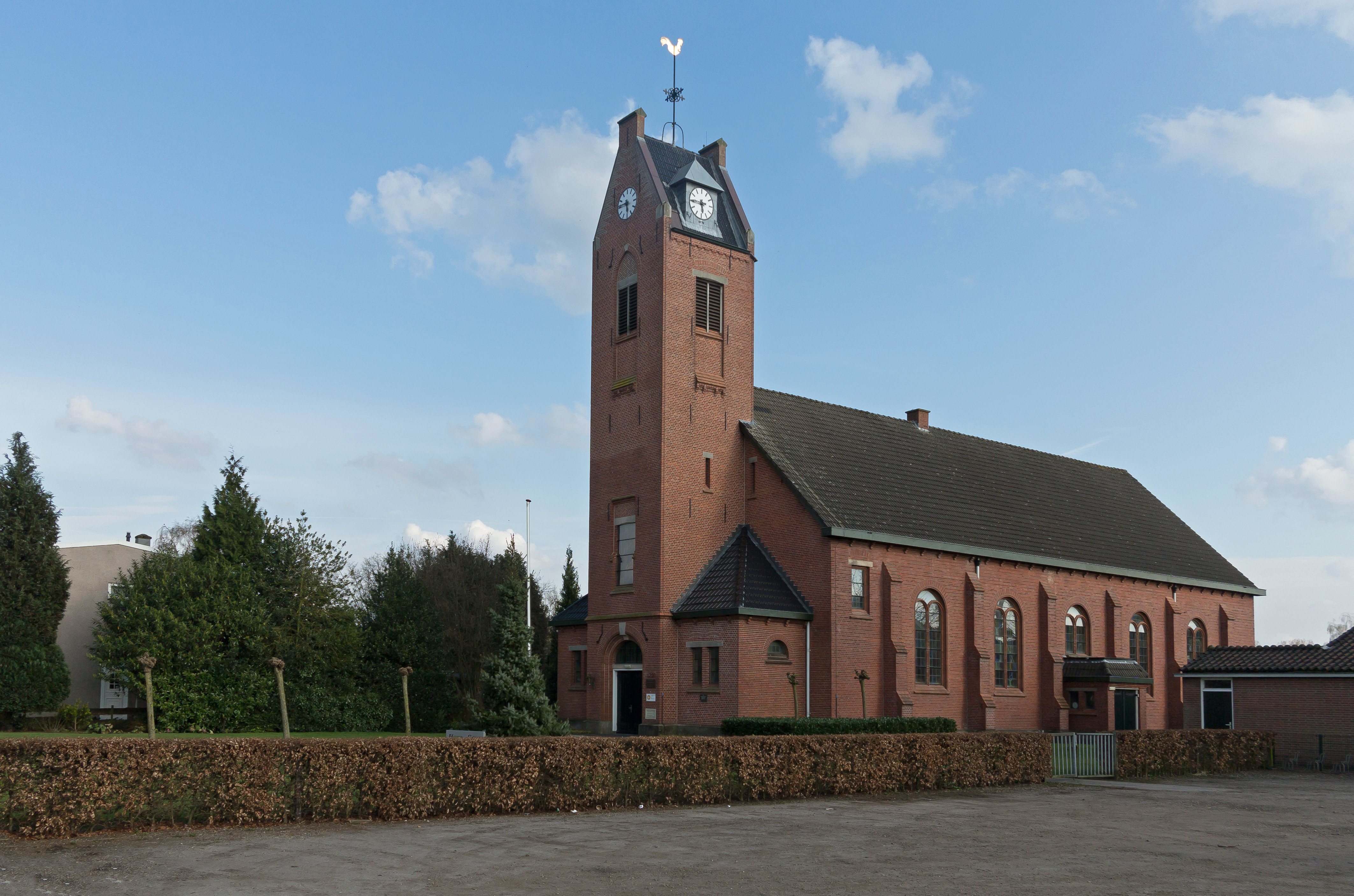
Glanerbrug, l'église protestante

Glanerbrug est un village situé dans la commune néerlandaise d'Enschede, dans la province d'Overijssel. Le 1er janvier 2008, le village comptait 16 740 habitants.
Glanerbrug est situé entre Enschede et la frontière allemande, sur le Glanerbeek.